# مجموعات رسم ولاية بافاريا

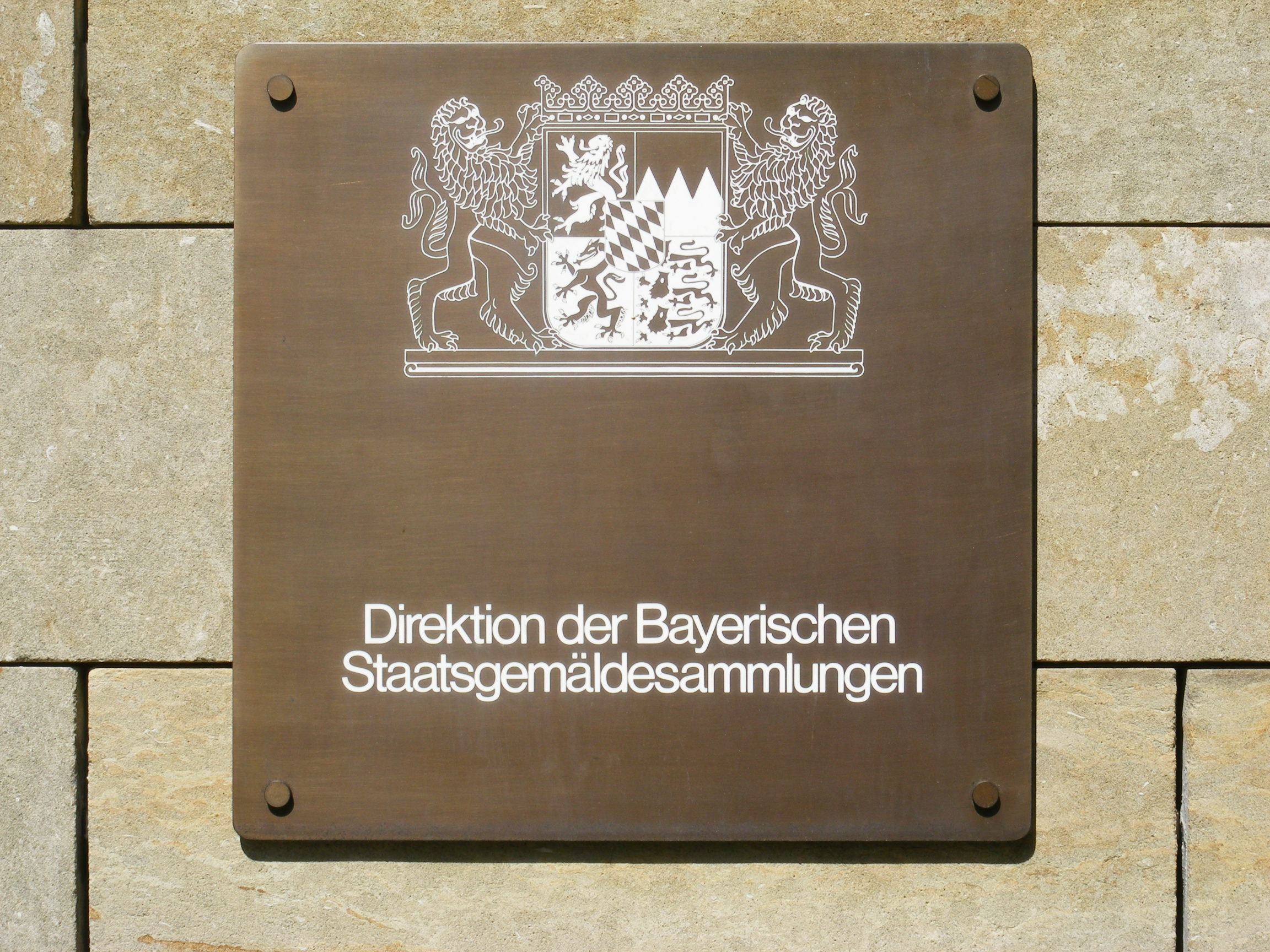
Direktion der Bayerischen Staatsgemäldesammlungen
(مجموعات الرسم في ولاية بافاريا)
لوحة الإدارة

مجموعة رسم ولاية بافاريا أو مجموعات الرسم في ولاية بافاريا (بالألمانية: Bayerische Staatsgemäldesammlungen) هي مجموعة فنيّة يقعُ مقرها في ميونيخ، ألمانيا. تُشرف هذه المجموعة (أو المجموعات) على الأعمال الفنية التي تحتفظ بها ولاية بافاريا. تأسست في عام 1799 باسم Centralgemäldegaleriedirektion. يشملُ عمل هذه المجموعة ضمن العمل الفني واللوحات والمنحوتات والمطبوعات والصور الفوتوغرافية وفن الفيديو وفن التركيب. القطع معروضة في العديد من المعارض والمتاحف في جميع أنحاء بافاريا.

## صالات العرض في ميونيخ
- ألت بيناكوثيك (معرض الصور القديم)
- نيو بيناكوثيك (معرض صور جديد)
- بيناكوثيك دير موديرن (معرض الصور الحديث)
- شاكجاليري
- متحف براندهورست

## صالات العرض خارج ميونيخ
- أنسباخ | معرض الدولة في فندق ريزيدنس
- أشافنبورغ | معرض الدولة في سكولس جوهانسبرغ
- اوغسبورغ | معرض الدولة في كاثاريكنيشر
- اوغسبورغ | معرض الدولة في جلاسبالاست
- بامبرج | معرض الدولة في السكن الجديد
- بايرويت | معرض الدولة في القصر الجديد
- بورغهاوزن | معرض الدولة في قلعة بورغهاوزن
- فوسن | معرض الدولة في القلعة العليا
- نيوبورج أن دير دوناو | معرض الدولة في القلعة
- أوتوبورن | معرض الدولة في دير البينديكتين
- قصر شلايسهايم | معرض الدولة في القصر الجديد
- تيغرنسي | متحف أولاف جولبرانسون في المتنزه
- فورتسبورغ | معرض الدولة في إقامة فورتسبورغ

## نهب الفن النازي في مجموعات ولاية بافاريا
في عام 2012، أعلنت مجموعات لوحات ولاية بافاريا عن إعادة لوحة من ورشة عمل يان بروغيل الأكبر إلى ورثة يوليوس كين من فيينا. حصلت بافاريا عليها من مجموعة فريتز تايسن.
في عام 2013، وافقت مجموعات الرسم في ولاية بافاريا على إعادة لوحتين مائيتين لماكس بيشستين إلى ورثة البروفيسور كيرت جلاسر، مؤكدين أن مزاد مجموعته الفنية ومكتبته كان بسبب الاضطهاد النازي.
في عام 2016، رفع ورثة تاجر الأعمال الفنية الألماني اليهودي ألفريد فليشثيم، دعوى قضائية ضد ولاية بافاريا الألمانية، بحجة رفضها تسليم الأعمال الفنية التي يقول الورثة إنها نهبها النازيون قبل الحرب العالمية الثانية. الحرب الثانية.
في يونيو 2016، كشف تحقيق أجرته زود دويتشه تسايتونج (بالألمانية: Süddeutsche Zeitung) أن متاحف ولاية بافاريا قد «أعادت» الأعمال الفنية المنهوبة إلى عائلات النازيين رفيعي المستوى، وهو ما نفاه المتحف في بيان انتقد على أنه «غير دقيق ومضلل».
في عام 2019، أعيدت إحدى اللوحات التي «باعتها» بافاريا لعائلة مصور هتلر، هاينريش هوفمان، إلى ورثة مالكيها اليهود الأصليين، جوتليب وماتيلد كراوس، بعد ثمانية عقود من مصادرتها من قبل الجستابو.
تقام المعارض المؤقتة كل ستة أسابيعفي عام 2019، أعادت ثلاثة متاحف في ميونيخ تسعة أعمال فنية إلى ورثة يوليوس وسيمايا فرانزيسكا دافيدسون، الذين تم إرسالهم إلى معسكر اعتقال تيريزينشتات، حيث توفي جوليوس في أغسطس 1942 وتوفي سيمايا بعد بضعة أشهر.
في عام 2021، أعادت مجموعات الرسم في ولاية بافاريا عملاً من العصور الوسطى إلى ورثة دري وشركائه في العمل، لودفيج وفريدريك ستيرن.
في عام 2021، أعاد نيو بيناكوثيك في ميونيخ، Fischerboote bei Frauenchiemsee (1884) من قبل الرسام النمساوي جوزيف ووبفنر في القرن التاسع عشر إلى ورثة صانع الألعاب وجامع الأعمال الفنية في نورمبرغ أبراهام أديلسبرغر.
في عام 2021، رفضت مجموعات لوحات ولاية بافاريا السماح للمحكمة الوطنية الألمانية التي تراجع مزاعم الفن المفقود في الحقبة النازية بمراجعة قضية مدام سولير لبيكاسو، والتي ادعت عائلة بول فون مينديلسون بارتولدي. قال هانز يورغن بابير، رئيس اللجنة والرئيس السابق للمحكمة الدستورية الألمانية: «إنه ببساطة لا يمكن تفسيره أن الدولة يجب أن ترفض استخدام آلية الوساطة التي أنشأتها لنفسها».

## روابط خارجية
- مقالة مفصّلة عن نيو بيناكوثيك
- «عودة نهب الفن النازي... إلى النازيين»
- «البرلمان البافاري سيحقق في مزاعم إعادة الفن المنهوب إلى النازيين»
- مؤسسة الفن المفقود الألمانية نسخة محفوظة 28 نوفمبر 2021 على موقع واي باك مشين.